# Fimbristylis trichocaulis
Fimbristylis trichocaulis är en halvgräsart som beskrevs av Charles Baron Clarke. Fimbristylis trichocaulis ingår i släktet Fimbristylis och familjen halvgräs.
Artens utbredningsområde är Burma. Inga underarter finns listade i Catalogue of Life.